# Leitner Ropeways
Leitner Ropeways — підприємство, що виробляє та розповсюджує продукцію та обладнання для канатних доріг, снігоочищувачів, міських транспортних систем та енергії вітру в Італії та за її межами.
Компанія була заснована в 1888 році та в 2003 році була реорганізована, у власності групи Leitner, пізніше — HTI Group.
Компанія також надає запасні частини, ремонт та випробування.

## Продукція

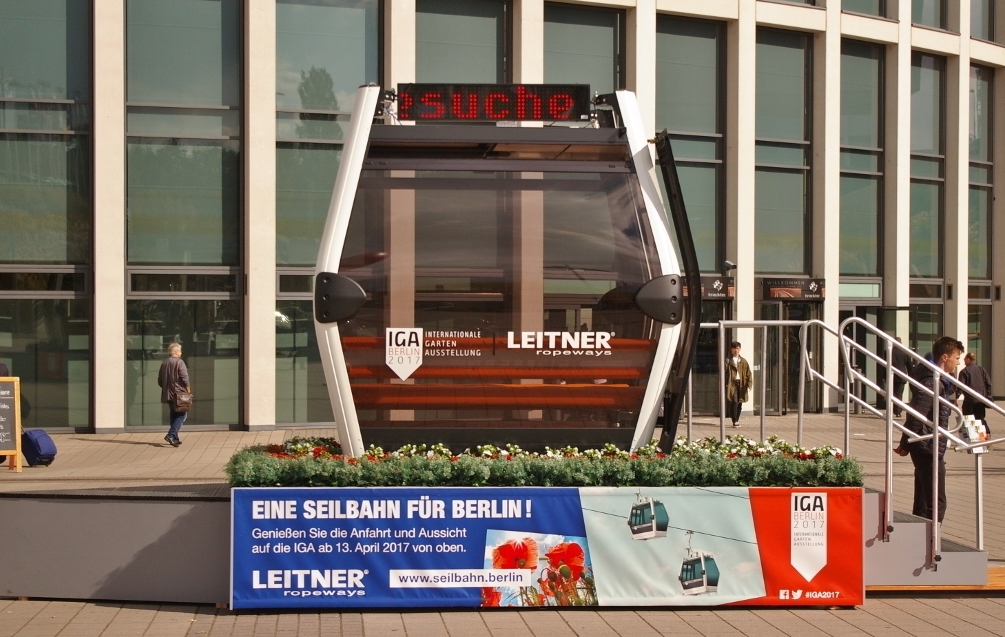
Канатна дорога Leitner, виставлена на InnoTrans 2016.

Канатні дороги Leitner виробляють різні типи канатних доріг: крісельні підйомники; гондольний підйомник, гібридні підйомники; буксирувальні підйомники; повітряні трамваї; фунікулери; і похилі ліфти.